# Drzewo Diany

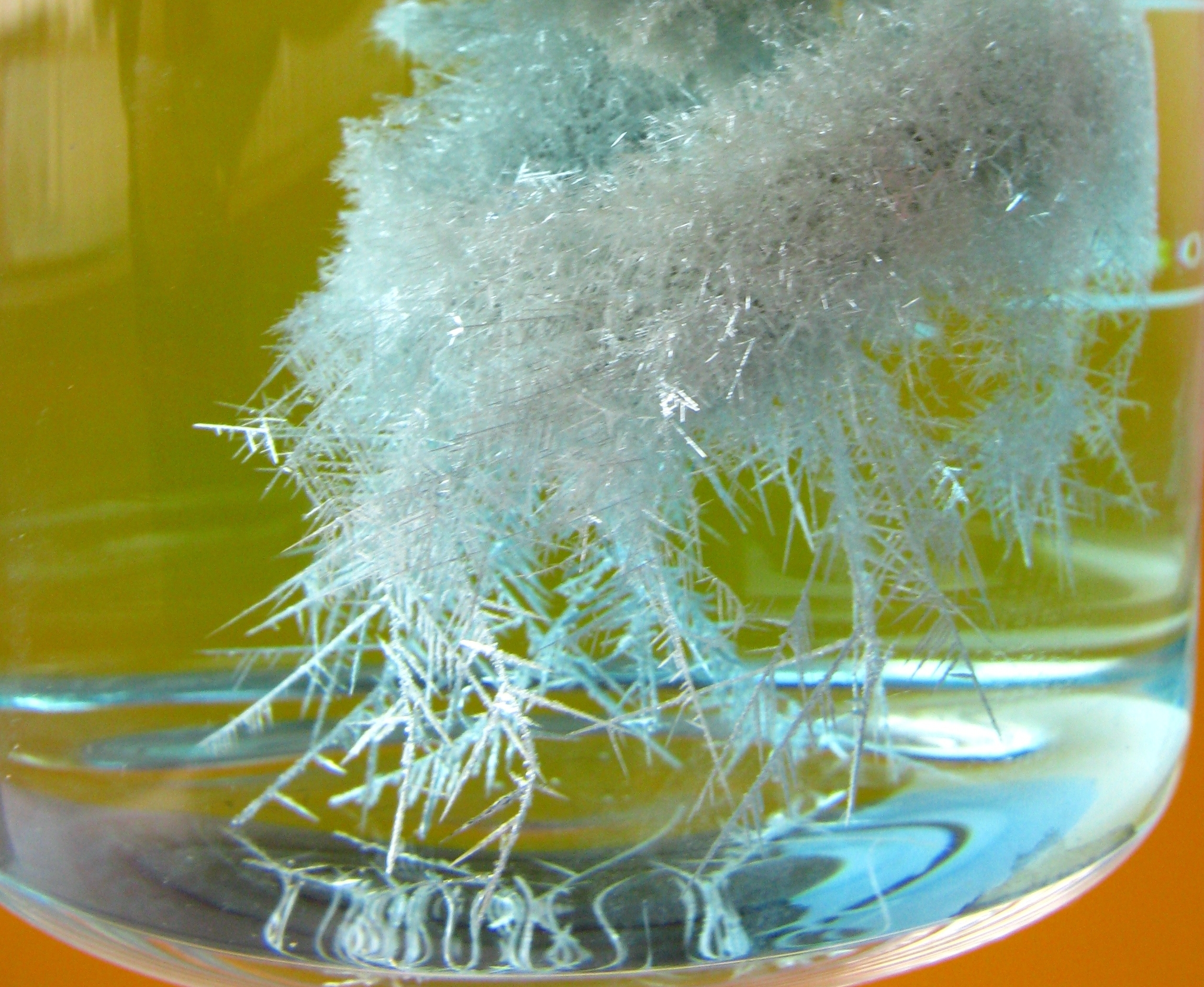
Dobrze rozwinięte drzewo Diany wyhodowane na grubym pręcie miedzianym z amalgamatu zanurzonego w 0,1 molowym roztworze azotanu srebra – czas procesu 2 godziny

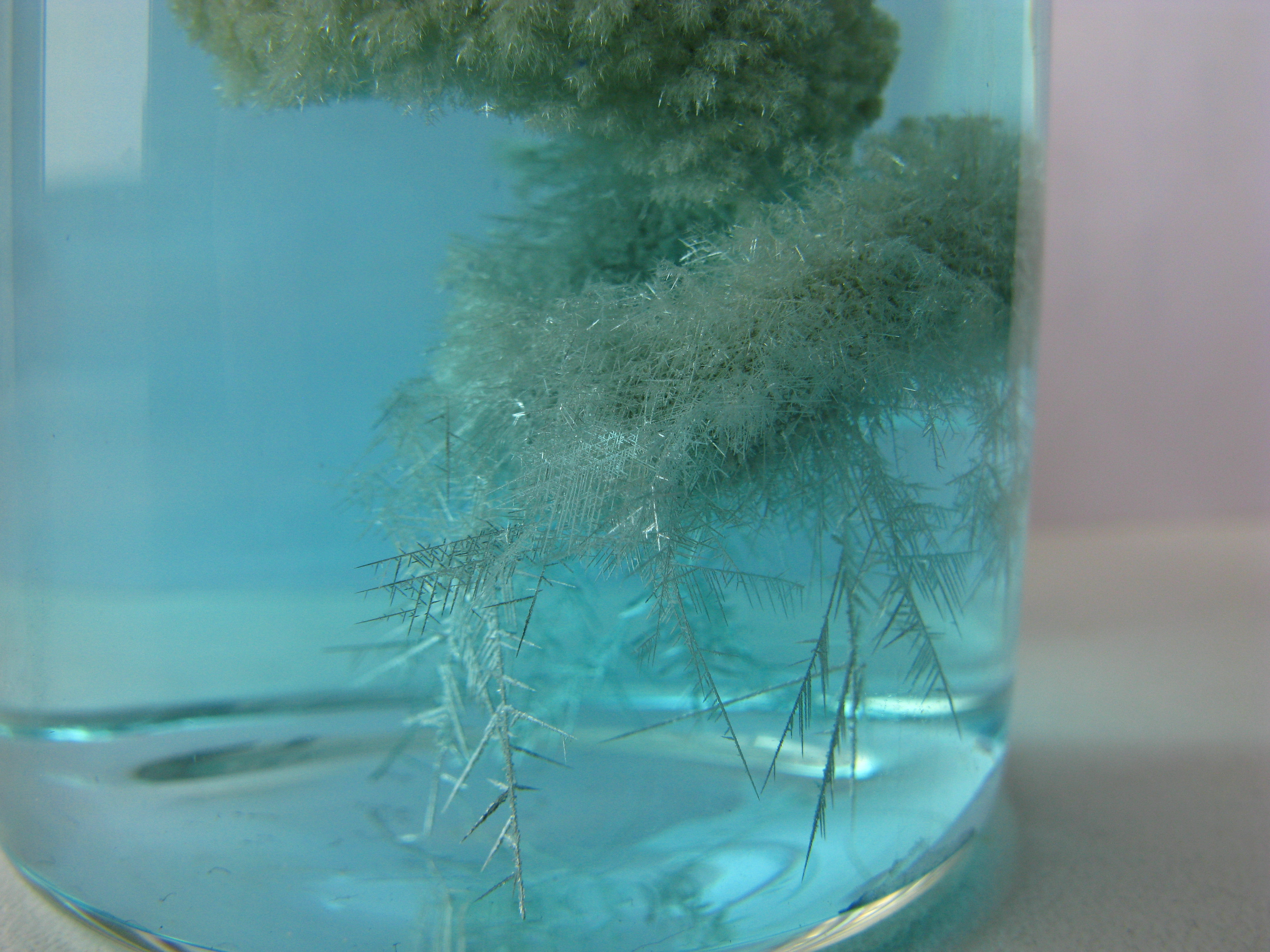
Drzewo Diany wyhodowane na pręcie miedzianym z bardziej stężonego roztworu azotanu srebra

Drzewo Diany (zwane też drzewem filozoficznym) – doświadczenie chemiczne polegające na hodowaniu z amalgamatu zanurzonego w roztworze azotanu srebra drzewiastych struktur krystalicznego srebra. Nazwa jest nawiązaniem do tradycji alchemicznej, ponieważ w terminologii części alchemików srebro było nazywane metalem rzymskiej bogini Diany. Tworzące się w tym procesie struktury, które przy dłuższym hodowaniu kryształu rozrastają się do form przypominających owoce rosnące na drzewie, skłoniły niektórych alchemików do stworzenia teorii istnienia żywych form w królestwie minerałów.
Pierwotnie, w czasach alchemików, rozmaite sposoby przygotowywania drzewa Diany były bardzo czasochłonne. Na przykład proces opisany przez Nicolasa Lémery wymagał ok. 40 dni na uzyskanie dobrze rozwiniętej struktury drzewiastej:

Rozpuść uncję czystego srebra w odpowiedniej ilości bardzo czystej i umiarkowanie stężonej aqua fortis [roztworze kwasu azotowego] a po umieszczeniu tego roztworu w słoiku rozcieńcz go 20 uncjami wody destylowanej. Następnie dodaj dwie uncje rtęci i pozostaw całość w spokoju. Po ok. 40 dniach, z rtęci wyrośnie rodzaj drzewa, którego rozłożyste konary będą reprezentować naturalną wegetację.

Najszybsza metoda, opisana prawdopodobnie po raz pierwszy przez Wilhelma Homberga (1652–1715), zajmuje ok. 45 minut:

Weź cztery części kawałków czystego srebra, które zmieszaj bez ogrzewania z dwiema częściami rtęci aby uzyskać amalgamat. Rozpuść ten amalgamat w czterech uncjach auqua fortis i wlej ten roztwór do trzech galonów wody. Zmieszaj całość do uzyskania jednorodnej mieszaniny i umieść w szklanym, szczelnym naczyniu. Aby rozpocząć eksperyment, weź około uncję tej mieszaniny i umieść ją w ampułce; dodaj do tego małą, wielkości ziarnka groszku, porcję amalgamatu złota lub srebra, który powinien mieć konsystencję miękkiego masła. Pozostaw ampułkę w spokoju na kilka minut. Po chwili pojawi się kilka małych filamentów, które zaczną wyrastać z amalgamatu w formie drzewa.

Forma tego srebrnego drzewa może być dowolnie modyfikowana. Im bardziej stężony roztwór amalgamatu w kwasie azotowym zostanie użyty, tym uzyska się drzewo o mniejszej liczbie gałęzi, ale będą one grubsze, a cały proces będzie przebiegał szybciej.
Mechanizm powstawania drzewa Diany polega w pierwszej fazie na reakcji tworzenia się azotanu srebra z amalgamatu i kwasu azotowego, a następnie reakcji strącania i redukcji srebra na skutek wypierania przez kolejne porcje rtęci jonów srebra z azotanu. Rtęć dodana w formie amalgamatu ze srebrem przyspiesza proces w stosunku do sytuacji dodania tylko samej rtęci, gdyż amalgamat szybciej rozpuszcza się w roztworze kwasu azotowego niż czysta rtęć. Ponadto w trakcie rozkładania amalgamatu do roztworu przechodzą też od razu nadmiarowe ilości jonów srebra.
Zapis reakcji:
Cu + 2Ag+ → Cu2+ + 2Ag↓
Odmianą tego eksperymentu jest tzw. drzewo Saturna, które powstaje w wyniku spontanicznej krystalizacji ołowiu po dodaniu cynku do roztworu octanu ołowiu(II). Drzewo Saturna jest jednak mniej efektowne, gdyż jest szare, a nie srebrne.